# Lövtjärnen, Lappland
Lövtjärnen är en sjö i Vilhelmina kommun i Lappland och ingår i Ångermanälvens huvudavrinningsområde. Sjön har en area på 0,198 kvadratkilometer och ligger 377,3 meter över havet.

## Delavrinningsområde
Lövtjärnen ingår i det delavrinningsområde (714874-155852) som SMHI kallar för Inloppet i Stor-Sämsjön. Medelhöjden är 380 meter över havet och ytan är 11,02 kvadratkilometer. Det finns ett avrinningsområde uppströms, och räknas det in blir den ackumulerade arean 34,05 kvadratkilometer. Torvsjöån som avvattnar avrinningsområdet har biflödesordning 2, vilket innebär att vattnet flödar genom totalt 2 vattendrag innan det når havet efter 246 kilometer. Avrinningsområdet består mestadels av skog (84 procent) och sankmarker (11 procent). Avrinningsområdet har 0,19 kvadratkilometer vattenytor vilket ger det en sjöprocent på 1,8 procent.